# バーニング・イン・ヘル
バーニング・イン・ヘル（BURNING IN HELL）は、ブラジルのパワーメタルバンドである。
2ndアルバムから参加したギタリストのチアゴ・デラ・ヴェガはギター速弾きのギネス記録を更新している。

## メンバー

### 現在のメンバー
- レアンドロ・モレイラ　Leandro Moreira - (Vo)
- ジェラルド・アイタ　Geraldo Aita - (G)
- エデルソン・プラド　Ederson Prado - (B)
- マルセロ・モレイラ　Marcelo Moreia - (Ds)

### 過去のメンバー
- エマニエル・ピエルッチーニ　Emanuel Pieruccini - (G)
1999年3月18日没（自殺）
- チアゴ・デラ・ヴェガ　Tiago Della Vega - (G)

## ディスコグラフィー

### アルバム
- 2004年　Burning In Hell
- 2006年　Believe

### デモ
- 1997年　Under My Dominate
- 1999年　World Of Ilusion